# Lago Disueri
Il lago Disueri (più comunemente noto come "diga del Disueri") è un lago artificiale che si trova nel comune di Gela, in provincia di Caltanissetta. Il lago si trova a 150 metri sul livello del mare, è lungo 3 km e largo 1 km nel suo punto di maggiore ampiezza. La sua profondità massima ad invaso pieno è di 34 m, con un volume di acqua di 14 milioni di metri cubi.
Ha avuto origine a seguito dello sbarramento del fiume Disueri.
Il fiume emissario prende il nome di fiume Gela.